# Герман (Семанчук)
Ге́рман (в миру Па́вел Святосла́вович Семанчу́к, укр. Павло Святославович Семанчук; род. 27 октября 1973, село Испас, Вижницкий район, Черновицкая область) — архиерей Православной церкви Украины (до 15 декабря 2018 года — Украинской автокефальной православной церкви), архиепископ Черновицкий и Хотинский.

## Биография
Родился 27 октября 1973 года в семье служащих. В 1990 году окончил среднюю школу № 4 города Черновцы. С 1991 года 1996 года выполнял послушание регента-псаломщика в храмах городе Черновцы и Черновицкой епархии.
9 марта 1997 года в Феодосиевском монастыре в Киеве митрополитом Переяславским и Богуславским Нестором (Кулишем) (УПЦ КП) был рукоположён в сан диакона, а 19 апреля 1997 года — в сан пресвитера в состоянии целибата. 27 июля 1997 года наместником Феодосиевского монастыря Киева архимандритом Викентием (Миськовым) был пострижен в мантию с именем Герман в честь преподобного Германа Аляскинского. 9 августа того же года возведён в сан игумена.
С 1997 по 2000 годы — клирик Одесской епархии УПЦ КП, настоятель кафедрального собора Рождества Христова в Одессе, секретарь Одесского епархиального управления УПЦ КП. В 2000 году окончил Львовскую духовную семинарию УПЦ КП. В 2000 году перешёл в клир Черновицко-Кицманской епархии УПЦ КП, настоятель храма великомученика Георгия Победоносца в городе Кицмань, благочинный храмов Кицманского района. Ко Дню Святой Пасхи 2003 года награждён крестом с украшениями.
В 2007 году окончил Киевскую православную богословскую академию с академическим званием магистра богословия. В 2008 году окончил Черновицкий национальный университет имени Юрия Федьковича с присвоением квалификации бакалавра философии. В 2009 году окончил национальный университет «Острожская Академия» с академическим званием магистра богословия.
14 ноября 2009 года в храме святого Димитрия Солунского в Киеве (УАПЦ) состоялось наречение архимандрита Германа (Семанчука) во епископа Черновицкого и Хотинского. Хиротонию совершили: предстоятель УАПЦ митрополита Киевский и всея Украины Мефодий (Кудряков), архиепископ Уманский Иоанн (Модзалевский), архиепископ Кафский и Готский Петр (Брук де Тралль), архиепископ Дрогобычский и Самборский Феодосий (Пецина), епископ Черкасский и Кировоградский Иларион (Савчук), епископ Житомирский и Полесский Владимир (Шлапак). 16 ноября 2009 года в храме Николая Набережного в Киеве был совершён чин епископской хиротонии архимандрита Германа (Семанчука) во епископа Черновицкого и Хотинского, которую совершили: архиепископ Дрогобычский и Самборский Феодосий (Пецина), епископ Черкасский и Кировоградский Иларион (Савчук), епископ Житомирский и Полесский Владимир (Шлапак), епископ Харьковский и Полтавский Афанасий (Шкурупий).
В 2015 году возведён в сан архиепископа. После смерти Мефодия (Кудрякова) выдвигал свою кандидатуру на пост предстоятеля УАПЦ, 4 июня 2015 года но избран был Макарий (Малетич).
15 декабря 2018 года вместе со всеми другими архиереями УАПЦ принял участие в объединительном соборе в храме Святой Софии. 5 февраля 2019 года предстоятелем ПЦУ митрополитом Киевским и всея Украины Епифанием назначен в состав первого Священного синода Православной церкви Украины.
26 июля 2019 года архиепископ Герман стал первым архиереем ПЦУ, что сослужил с иерархами Элладской православной церкви. В сослужении епископата и священства в кафедральном соборе города Лангадас была совершена литургия, возглавляемая митрополитом Верийским, Наусским и Камбанийским Пантелеимоном (Калпакидисом). Во время литургии ему сослужили, кроме архиепископа Германа (Семанчука), иерархи Православной церкви Эллады и Константинопольского патриархата: митрополит Лангадаский, Литийский и Рендинский Иоанн (Тассьяс), митрополит Артский Каллиник (Коробокис), митрополит Триккийский и Стагонский Хризостом (Насис) и епископ Фермский на покое Димитрий (Грольос).
27 июля 2019 года, решением Синода ПЦУ, был включён в ликвидационную комиссию юридического лица религиозной организации «Патриархия УАПЦ» под руководством архиепископа Житомирского и Полесского Владимира (Шлапака). 29 июля того же года в Единый государственный реестр юридических лиц, физических лиц — предпринимателей и общественных объединений внесена запись о прекращении существования религиозной организации «Патриархия Украинской автокефальной православной церкви» путём присоединения к религиозной организации «Киевская митрополия Украинской православной церкви (Православной церкви Украины)». 3 декабря того же года состоялось заключительное заседание ликвидационной комиссии УАПЦ.
14 декабря 2019 года, указом Предстоятеля Православной Церкви Украины митрополита Епифания за № 820, в каноническое подчинение архиепископу Герману переведено храмы Черновицкого национального университета имени Юрия Федьковича: храм в честь Трёх Святителей, великомученика Иоанна Нового и покровский храм, которые до этого были ставропигиальными.
21 сентября 2020 года совершил освящение престола храма Рождества Пресвятой Богородицы села Шишковцы.
2 февраля 2024 года решением Священного синода ПЦУ был назначен правящим архиереем новосозданной Каменец-Подольской епархии.